# Барков, Александр Александрович
Алекса́ндр Барко́в (фин. Aleksander Barkov Jr.; род. 2 сентября 1995, Тампере, Турку-Пори) — финский и российский хоккеист, центральный нападающий и капитан клуба НХЛ «Флорида Пантерз». Бронзовый призёр Олимпийских игр 2014 года, серебряный призёр чемпионата мира 2016 года в составе сборной Финляндии. Обладатель «Леди Бинг Трофи» 2019 года, трёхкратный обладатель «Фрэнк Дж. Селки Трофи» (2021, 2024, 2025), обладатель «Кинг Клэнси Трофи» 2025 года. Двукратный обладатель Кубка Стэнли (2024, 2025) в составе «Флорида Пантерз». 

## Биография

### Детство
Родился 2 сентября 1995 года в городе Тампере губернии Турку-Пори и получил двойное гражданство — финское и российское. Впервые встал на коньки в возрасте двух лет по настоянию отца. Позже юный хоккеист начал заниматься в школе финского клуба «Таппара».
Отец — советский и российский хоккеист и тренер Александр Барков. Родился в Новосибирске, где и начал свою профессиональную карьеру. Играл на позиции центрального нападающего в клубах «Сибирь» и «Спартак». В 1993 году переехал в Италию, а затем, в 1994 году, в Финляндию, где выступал в составе «Таппара» до 2004 года. Ныне — главный тренер молодёжного хоккейного клуба «Спартак». Мать — Ольга Баркова — советская и российская баскетболистка.

### Юниорская карьера
Дебютировал на профессиональном уровне в SM-liiga 1 октября 2011 года в возрасте 16 лет и 1 месяца. Отдав результативную передачу, стал самым молодым игроком, набиравшим очки в лиге.

### НХЛ
26 мая 2012 года был выбран на драфте КХЛ ярославским «Локомотивом» под общим 2-м номером. 30 июня 2013 года задрафтован клубом НХЛ «Флорида Пантерз» также под 2-м номером, с которым подписал трёхлетний контракт новичка.

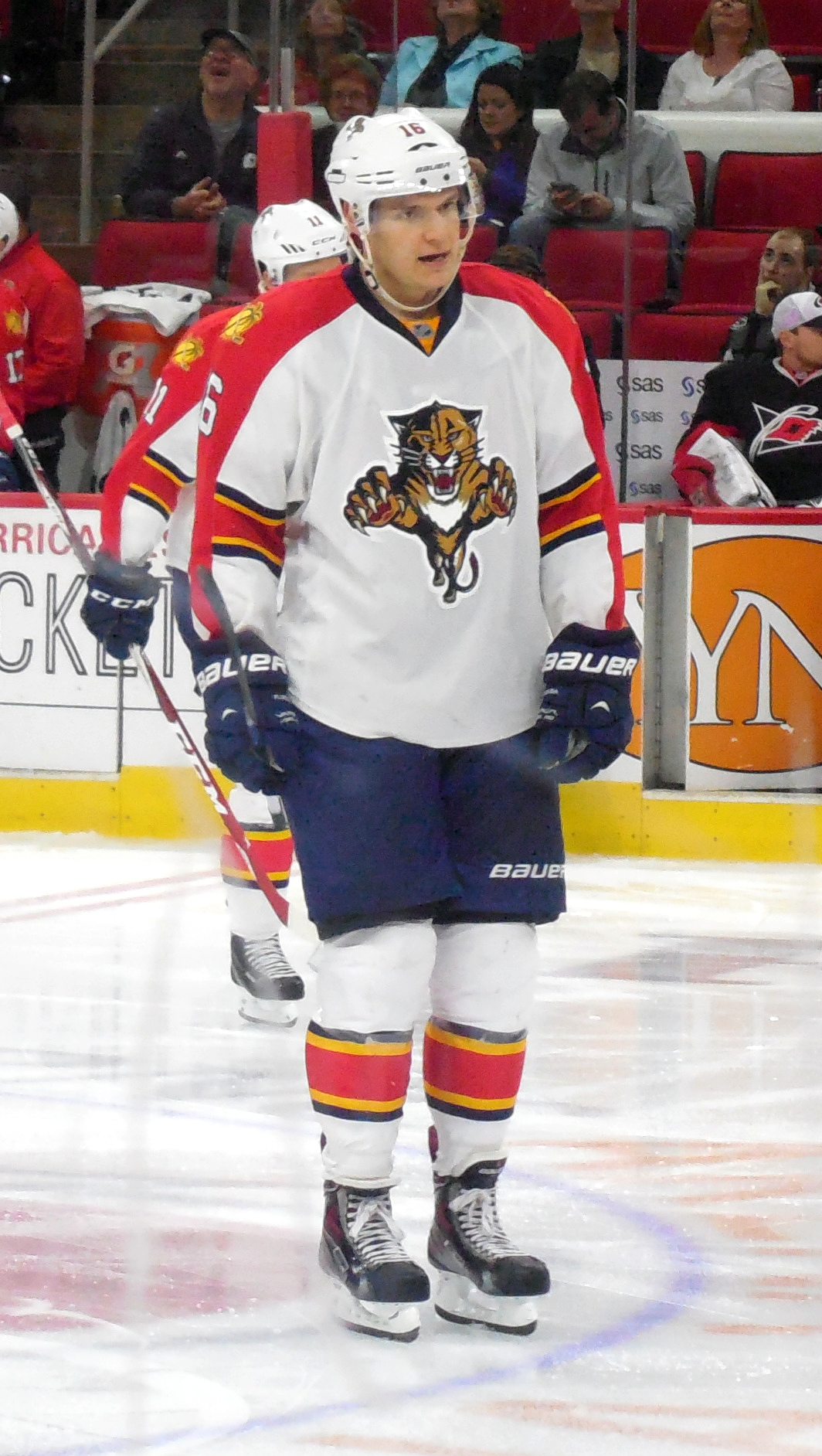
Александр Барков в составе «Флорида Пантерз» в 2015 году

3 октября 2013 года забил гол в ворота своего соотечественника Кари Лехтонена из клуба «Даллас Старз», став самым юным автором заброшенной шайбы в НХЛ со времён расширения лиги в 1967 году. Баркову на тот момент было 18 лет и 31 день, и он всего на один день превзошёл предыдущее достижение канадца Джордана Стаала, установленное в 2006 году.
26 января 2016 года продлил контракт на 6 лет до конца сезона 2021/22 на сумму $35,4 млн. С сезона 2018/19 — капитан команды «Флорида Пантерз».
В сезоне 2018/19 набрал 96 очков (35+61) в 82 матчах и вошёл в десятку лучших бомбардиров сезона в НХЛ и стал самым результативным финским хоккеистом сезона. При этом Барков набрал всего 8 штрафных минут за 82 матча.
8 октября 2021 года продлил контракт на 8 лет до конца сезона 2029/2030 на сумму $80 млн. Контракт вступил в силу с сезона 2022/2023.
В сезоне 2021/22 набрал 88 очков (39+49) в 67 матчах. В сезоне 2022/23 набрал 78 очков (23+55) в 68 матчах. В этом сезоне второй раз в карьере сыграл на Матче всех звёзд НХЛ. В Кубке Стэнли «Флорида» дошла до финала, где уступила «Вегасу» (1-4). Барков набрал 16 очков (5+11) в 21 матче и вошёл в топ-10 ассистентов плей-офф.
В сезоне 2023/24 набрал 80 очков (23+57) в 73 матчах. 8 мая 2024 года набрал 4 очка (2+2) в матче второго раунда плей-офф против «Бостона» (6:1). Всего в плей-офф набрал 22 очка (8+14) в 24 матчах и помог «Пантерз» выиграть Кубок Стэнли.

### В сборной
В декабре 2011 года был вызван в юниорскую сборную Финляндии для участия в чемпионате мира. 2 января 2012 года во время четвертьфинального матча против сборной Словакии стал вторым самым молодым игроком, забившим гол среди юниоров в возрасте 16 лет и 4 месяцев. Рекорд принадлежит игроку сборной Казахстана Виктору Александрову, который установил его в возрасте 15 лет.
В возрасте 18 лет составе сборной Финляндии завоевал бронзовые медали Олимпийских игр в Сочи.

## Награды и достижения

### Командные

#### В сборной
| Год  | Команда           | Достижение                        |
| ---- | ----------------- | --------------------------------- |
| 2014 | Сборная Финляндии | Бронзовый призёр Олимпийских игр  |
| 2016 | Сборная Финляндии | Серебряный призёр чемпионата мира |

#### НХЛ
| Год  | Команда         | Достижение                        |
| ---- | --------------- | --------------------------------- |
| 2023 | Флорида Пантерз | Обладатель Приза принца Уэльского |
| 2024 | Флорида Пантерз | Обладатель Приза принца Уэльского |
| 2024 | Флорида Пантерз | Обладатель Кубка Стэнли           |
| 2025 | Флорида Пантерз | Обладатель Приза принца Уэльского |
| 2025 | Флорида Пантерз | Обладатель Кубка Стэнли           |

### Личные
| Год  | Достижение                         |
| ---- | ---------------------------------- |
| 2013 | Молодой спортсмен года в Финляндии |
| 2024 | Спортсмен года в Финляндии         |

#### SM-Liiga
| Год  | Команда | Достижение                   |
| ---- | ------- | ---------------------------- |
| 2013 | Таппара | Серебряный призёр чемпионата |

#### НХЛ
| Год  | Команда         | Достижение                       |
| ---- | --------------- | -------------------------------- |
| 2018 | Флорида Пантерз | Участник Матча всех звёзд НХЛ    |
| 2019 | Флорида Пантерз | Обладатель Леди Бинг Трофи       |
| 2021 | Флорида Пантерз | Обладатель Фрэнк Дж. Селки Трофи |
| 2023 | Флорида Пантерз | Участник Матча всех звёзд НХЛ    |
| 2024 | Флорида Пантерз | Обладатель Фрэнк Дж. Селки Трофи |
| 2025 | Флорида Пантерз | Обладатель Фрэнк Дж. Селки Трофи |
| 2025 | Флорида Пантерз | Обладатель Кинг Клэнси Трофи     |

По данным eliteprospects.com

## Статистика
| Легенда | Легенда                    | Легенда | Легенда                   | Легенда | Легенда    |
| ------- | -------------------------- | ------- | ------------------------- | ------- | ---------- |
| И       | Количество проведённых игр | Штр     | Штрафное время            | +/−     | Плюс-минус |
| Г       | Голы                       | П       | Голевые передачи          | О       | Очки       |
| -       | Статистика неизвестна      | —       | Статистика не учитывалась |         |            |

### Клубная карьера
По данным eliteprospects.com

### Международные соревнования
По данным eliteprospects.com